# Neurergus
Neurergus és un gènere d'amfibis urodels de la família Salamandridae. Són tritons aquàtics de colors vius. Es troben al Pròxim Orient, de Síria a l'Iran. Totes les espècies es troben amenaçades a causa de la pèrdua d'hàbitat. Estudis recents han demostrat que el gènere podria ser monofilètic.

## Taxonomia
El gèneres Neurergus inclou cinc espècies:
- Neurergus barani Öz, 1994
- Neurergus crocatus Cope, 1862
- Neurergus derjugini (Nesterov, 1916)
- Neurergus kaiseri Schmidt, 1952
- Neurergus strauchii (Steindachner, 1887)